# Danh sách giải thưởng và đề cử của Super Junior
Super Junior là một nhóm nhạc Hàn Quốc có 13 thành viên, họ đã giành chiến thắng tại rất nhiều các lễ trao giải và được biết đến rộng rãi kể từ khi mới ra mắt vào tháng 11 năm 2005 và mở rộng thị trường sang Trung Quốc từ năm 2007. Các giải thưởng của Super Junior chủ yếu đạt tại Hàn Quốc, nhưng họ cũng đã nhận được rất nhiều giải thưởng và đề cử khác trên toàn châu Á, ví dụ như Trung Quốc, Thái Lan, và Malaysia. Nhóm chỉ có 5 album phòng thu và 1 đĩa đơn, nhưng họ đã phát hành và tham gia phát hành đến hơn 20 album nhạc khác nhau, bao gồm cả album của các nhóm nhỏ và album tham gia với các nghệ sĩ khác. Nhóm cũng giành được giải Best K-Pop Group tại "ASAP Pop Viewers Choice Awards 2010" ở Philippines. Gần đây, hãng đĩa Universal Records (Philippines) đã thông báo rằng Super Junior là nhóm nhạc Hàn Quốc đầu tiên đạt đến 3 chứng nhận Đĩa Vàng tại Philippines cho các album: Sorry, Sorry, Bonamana và Mr. Simple. Nhóm cũng có tổng cộng đến 9 album đạt vị trí số 1 tại đây.
Bài hát thành công đầu tiên của Super Junior là "U", là ca khúc đã giúp nhóm giành được chiến thắng đầu tiên trong sự nghiệp âm nhạc của mình trên chương trình Inkigayo của đài SBS vào tháng 6 năm 2006. Đĩa đơn đã giúp nhóm đạt được 4 giải thưởng, và nhóm cũng đã được nhận giải MKMF đầu tiên trong lễ trao giải Mnet/KM Music Festival vào tháng 11 năm 2006. Cùng với sự nổi tiếng của mình trên toàn châu Á, Super Junior cũng là nghệ sĩ nước ngoài đầu tiên giành chiến thắng giải Asia's Artist of the Year (Nghệ sĩ châu Á nổi bật nhất năm) tại "Tencent Stars Magnificent Ceremony" ở Trung Quốc, và là nhóm nhạc thứ hai thắng giải Nghệ sĩ Hàn Quốc được yêu thích nhất tại MTV Asia Awards, sau JTL năm 2003.
Super Junior cũng được nhận những giải về trang phục và phong cách thời trang trong sự nghiệp của mình. Họ được chú ý khi là nghệ sĩ ăn mặc đẹp nhất tại "2007 Summer Break 20's Choice Awards", và cũng nhận được vài đề cử trong năm tiếp theo. Nhóm cũng giành được những giải cho vũ đạo và mức độ được yêu thích (popularity).

## Golden Disk Awards
| Năm                                         | Giải         | Đề cử     | Kết quả |
| ------------------------------------------- | ------------ | --------- | ------- |
| 2006                                        |              |           |         |
| Nghệ sĩ mới xuất sắc nhất                   | "U"          | Đoạt giải |         |
| Music Video tuyệt vời nhất                  | "U"          | Đoạt giải |         |
| 2007                                        |              |           |         |
| Disk Daesang (Album của năm)                | Don't Don    | Đề cử     |         |
| Disk Bonsang (Top 5 album của năm)          | Don't Don    | Đoạt giải |         |
| TPL Anycall Popularity Award                | Don't Don    | Đoạt giải |         |
| 2009                                        |              |           |         |
| Disk Daesang                                | Sorry, Sorry | Đoạt giải |         |
| Disk Bonsang                                | Sorry, Sorry | Đoạt giải |         |
| Digital Bonsang (Bản nhạc số bán chạy nhất) | Sorry, Sorry | Đề cử     |         |
| Samsung YEPP Popularity Award               | Sorry, Sorry | Đoạt giải |         |
| 2010                                        |              |           |         |
| Disk Daesang                                | BONAMANA     | Đề cử     |         |
| Disk Bonsang                                | BONAMANA     | Đoạt giải |         |
| Popularity Award                            | BONAMANA     | Đề cử     |         |
| Asian Popularity Award                      | BONAMANA     | Đoạt giải |         |
| 2011                                        |              |           |         |
| Disk Daesang                                | Mr. Simple   | Đoạt giải |         |
| Disk Bonsang                                | Mr. Simple   | Đoạt giải |         |
| Most Popular Artist Award                   | Super Junior | Đoạt giải |         |
| MSN Japan                                   | Super Junior | Đoạt giải |         |

## Mnet Asian Music Awards
| Năm                                     | Giải                                                     | Đề cử     | Kết quả |
| --------------------------------------- | -------------------------------------------------------- | --------- | ------- |
| 2006                                    |                                                          |           |         |
| Nhóm nhạc mới xuất sắc                  | U                                                        | Đoạt giải |         |
| Vũ đạo tuyệt vời nhất                   | U                                                        | Đề cử     |         |
| 2007                                    |                                                          |           |         |
| Nghệ sĩ của năm                         | Super Junior Don't Don (album) Don't Don (bài hát)       | Đoạt giải |         |
| Bài hát của năm                         | Super Junior Don't Don (album) Don't Don (bài hát)       | Đề cử     |         |
| Nhóm nhạc nam xuất sắc nhất             | Super Junior Don't Don (album) Don't Don (bài hát)       | Đề cử     |         |
| Vũ đạo tuyệt vời nhất                   | Super Junior Don't Don (album) Don't Don (bài hát)       | Đề cử     |         |
| Auction Netizen Popularity              | Super Junior Don't Don (album) Don't Don (bài hát)       | Đoạt giải |         |
| Mobile Popularity                       | Super Junior Don't Don (album) Don't Don (bài hát)       | Đoạt giải |         |
| Overseas Viewers Choice                 | Full of Happiness                                        | Đề cử     |         |
| 2008                                    |                                                          |           |         |
| Best Red Carpet (2005)                  | Super Junior                                             | Đoạt giải |         |
| 2009                                    |                                                          |           |         |
| Nghệ sĩ của năm                         | Super Junior Sorry, Sorry (album) Sorry, Sorry (bài hát) | Đề cử     |         |
| Bài hát của năm                         | Super Junior Sorry, Sorry (album) Sorry, Sorry (bài hát) | Đề cử     |         |
| Nhóm nhạc nam xuất sắc nhất             | Super Junior Sorry, Sorry (album) Sorry, Sorry (bài hát) | Đề cử     |         |
| Vũ đạo tuyệt vời nhất                   | Super Junior Sorry, Sorry (album) Sorry, Sorry (bài hát) | Đề cử     |         |
| Overseas Viewers' Award                 | Super Junior Sorry, Sorry (album) Sorry, Sorry (bài hát) | Đoạt giải |         |
| Mobile Popularity Award                 | Super Junior Sorry, Sorry (album) Sorry, Sorry (bài hát) | Đoạt giải |         |
| CGV Popularity Award                    | Super Junior Sorry, Sorry (album) Sorry, Sorry (bài hát) | Đoạt giải |         |
| 2010                                    | Super Junior Sorry, Sorry (album) Sorry, Sorry (bài hát) |           |         |
| Nghệ sĩ của năm                         | Super Junior BONAMANA (album) Bonamana (bài hát)         | Đề cử     |         |
| Bài hát của năm                         | Super Junior BONAMANA (album) Bonamana (bài hát)         | Đề cử     |         |
| Nhóm nhạc nam xuất sắc nhất             | Super Junior BONAMANA (album) Bonamana (bài hát)         | Đề cử     |         |
| Vũ đạo tuyệt vời nhất của nhóm nhạc nam | Super Junior BONAMANA (album) Bonamana (bài hát)         | Đề cử     |         |
| 2011                                    | Super Junior BONAMANA (album) Bonamana (bài hát)         |           |         |
| Album của năm                           | Super Junior Mr. Siple (album) Mr. Simple (bài hát)      | Đoạt giải |         |
| Nhóm nhạc nam xuất sắc nhất             | Super Junior Mr. Siple (album) Mr. Simple (bài hát)      | Đoạt giải |         |
| Vũ đạo tuyệt vời nhất của nhóm nhạc nam | Super Junior Mr. Siple (album) Mr. Simple (bài hát)      | Đề cử     |         |
| Singapore's Choice Award                | Super Junior Mr. Siple (album) Mr. Simple (bài hát)      | Đoạt giải |         |

## Seoul Music Awards
| Năm                              | Giải         | Đề cử     | Kết quả |
| -------------------------------- | ------------ | --------- | ------- |
| 2006                             |              |           |         |
| Nhóm nhạc mới xuất sắc nhất      | "U"          | Đoạt giải |         |
| Mobile Popularity                | "U"          | Đoạt giải |         |
| 2008                             |              |           |         |
| Daesang (Nghệ sĩ của năm)        | Don't Don    | Đề cử     |         |
| Bonsang (Top 10 nghệ sĩ của năm) | Don't Don    | Đoạt giải |         |
| Mobile Popularity                | Don't Don    | Đoạt giải |         |
| 2010                             |              |           |         |
| Daesang                          | Sorry, Sorry | Đề cử     |         |
| Bonsang                          | Sorry, Sorry | Đoạt giải |         |
| Mobile Popularity                | Sorry, Sorry | Đoạt giải |         |
| Hallyu Special Award             | Sorry, Sorry | Đoạt giải |         |
| 2011                             |              |           |         |
| Bonsang                          | BONAMANA     | Đề cử     |         |
| Popularity Award                 | BONAMANA     | Đề cử     |         |
| 2012                             |              |           |         |
| Daesang (Nghệ sĩ của năm)        | Mr. Simple   | Đoạt giải |         |
| Bonsang (Album của năm)          | Mr. Simple   | Đoạt giải |         |
| Popularity Award                 | Mr. Simple   | Đề cử     |         |

## Melon Music Awards
| Năm                               | Giải                            | Đề cử     | Kết quả   |
| --------------------------------- | ------------------------------- | --------- | --------- |
| 2009                              |                                 |           |           |
| Nghệ sĩ của năm (Daesang)         | Sorry, Sorry                    | Đề cử     |           |
| Ca khúc của năm (Digital Daesang) | Sorry, Sorry                    | Đề cử     |           |
| Top 10 nghệ sĩ (Bonsang)          | Sorry, Sorry                    | Đoạt giải |           |
| Ngôi sao của năm                  | Super Junior                    | Đề cử     |           |
| Mania of the Year                 | Super Junior                    | Đề cử     |           |
| 2010                              | Netizen Popularity Battle Award | BONAMANA  | Đoạt giải |
| 2011                              |                                 |           |           |
| Nghệ sĩ của năm (Daesang)         | Mr. Simple                      | Đề cử     |           |
| Top 10 nghệ sĩ của năm (Bonsang)  | Mr. Simple                      | Đoạt giải |           |
| Netizen Popularity Award          | Mr. Simple                      | Đoạt giải |           |

## Những giải thưởng khác

### Hàn Quốc
| Năm                                                   | Giải                                                                     | Đề cử                         | Kết quả   |
| ----------------------------------------------------- | ------------------------------------------------------------------------ | ----------------------------- | --------- |
| Korean Television Arts Awards                         |                                                                          |                               |           |
| 2006                                                  | Nhóm nhạc xuất sắc nhất                                                  | U                             | Đoạt giải |
| Korean Visual Arts Awards                             |                                                                          |                               |           |
| 2006                                                  | Nghệ sĩ chụp ảnh đẹp nhất                                                | Super Junior                  | Đoạt giải |
| Korean Digital Music Awards                           |                                                                          |                               |           |
| 2006                                                  | Nhóm nhạc mới xuất sắc nhất                                              | U                             | Đoạt giải |
| SBS Song Awards                                       |                                                                          |                               |           |
| 2006                                                  | Nhóm nhạc nam mới xuất sắc nhất                                          | U                             | Đoạt giải |
| 2006                                                  | Top nghệ sĩ của năm                                                      | U                             | Đề cử     |
| Mnet 20's Choice Awards                               |                                                                          |                               |           |
| 2007                                                  | Nghệ sĩ ăn mặc đẹp nhất trên thảm xanh                                   | Super Junior                  | Đoạt giải |
| 2007                                                  | Nghệ sĩ châu Á mới xuất sắc nhất                                         | Super Junior                  | Đoạt giải |
| 2007                                                  | Nhóm nhạc xuất sắc nhất                                                  | Super Junior                  | Đoạt giải |
| 2007                                                  | Nhóm nhạc có màn trình diễn tuyệt nhất                                   | Super Junior                  | Đoạt giải |
| 14th Korean Entertainment Arts Award                  |                                                                          |                               |           |
| 2007                                                  | Nghệ sĩ nam nhảy đẹp nhất                                                | Don't Don                     | Đoạt giải |
| Korea Best Dresser Swan Awards                        |                                                                          |                               |           |
| 2007                                                  | Ca sĩ ăn mặc đẹp nhất                                                    | Super Junior                  | Đoạt giải |
| 2011                                                  | Ca sĩ ăn mặc đẹp nhất                                                    | Super Junior                  | Đoạt giải |
| Korean Popular Entertainment Awards                   |                                                                          |                               |           |
| 2007                                                  |                                                                          |                               |           |
| Ca sĩ thế hệ mới của năm                              | Don't Don                                                                | Đoạt giải                     |           |
| Top nghệ sĩ                                           | Don't Don                                                                | Đoạt giải                     |           |
| 2008                                                  | Giải thưởng đặc biệt                                                     | Super Junior                  | Đoạt giải |
| Gaon Chart Awards                                     |                                                                          |                               |           |
| 2009                                                  | Album của năm                                                            | Sorry Sorry                   | Đoạt giải |
| 2011                                                  | Top album bán chạy nhất 2010                                             | BONAMANA                      | Đoạt giải |
| Giải thưởng về mở rộng văn hóa và nghệ thuật Hàn Quốc |                                                                          |                               |           |
| 2010                                                  | Khen thưởng của Bộ trưởng Văn hóa và Du lịch                             | Super Junior                  | Đoạt giải |
| Mashable Awards                                       |                                                                          |                               |           |
| 2010                                                  | Must Follow Personality (Cá nhân tích cực trên mạng xã hội)              | Super Junior                  | Đoạt giải |
| 2011                                                  | Viral Video of the Year (Video đáng xem nhất năm )                       | "Mr. Simple" của Super Junior | Đoạt giải |
| 2011                                                  | Must Follow Musician on Social Media (Cá nhân tích cực trên mạng xã hội) | Super Junior                  | Đoạt giải |
| 2011                                                  | Best Mobile Game (Game cho điện thoại của năm)                           | Super Junior SHAKE            | Đoạt giải |
| 6th Korea in Motion Festival                          |                                                                          |                               |           |
| 2011                                                  | Most Popular Music                                                       | Super Junior                  | Đoạt giải |
| The 2011 YouTube K-Pop Awards                         |                                                                          |                               |           |
| 2011                                                  | Video được xem nhiều nhất năm                                            | Mr. Simple                    | Đoạt giải |
| MBC Entertainment Awards                              |                                                                          |                               |           |
| 2011                                                  | Giải thưởng đặc biệt (Dành cho ca sĩ)                                    | Super Junior                  | Đoạt giải |
| Bugs Music Awards                                     |                                                                          |                               |           |
| 2010                                                  | Senior Idol                                                              | Super Junior                  | Đoạt giải |
| 2011                                                  | Netizen Popularity Award                                                 | Super Junior                  | Đoạt giải |
| 2011                                                  | Nhóm nhạc nam xuất sắc                                                   | Super Junior                  | Đoạt giải |
| 1st Gaon Chart K-pop Awards                           |                                                                          |                               |           |
| 2012                                                  | Album của năm - tính cho Quý 3                                           | Mr. Simple                    | Đoạt giải |
| MYX Music Awards 2012                                 |                                                                          |                               |           |
| 2012                                                  | Video K-Pop được yêu thích                                               | Mr. Simple                    | Đoạt giải |

| 2017 Asian Artist Awards
| Giải thưởng Fabulous Awards
| Giải thưởng Legend Award

### Nước ngoài
| Năm                                      | Giải                                           | Đề cử        | Kết quả   |
| ---------------------------------------- | ---------------------------------------------- | ------------ | --------- |
| Asia Song Festival                       |                                                |              |           |
| 2007                                     | Appreciation Award                             | Super Junior | Đoạt giải |
| 2009                                     | Nhóm nhạc châu Á xuất sắc nhất                 | Super Junior | Đoạt giải |
| 2011                                     | Giải thưởng cao nhất dành cho ca sĩ châu Á     | Super Junior | Đoạt giải |
| AllKpop Awards                           |                                                |              |           |
| 2010                                     | Nhóm nhạc nam xuất sắc nhất                    | Super Junior | Đoạt giải |
| 2010                                     | Bài hát của năm                                | Bonamana     | Đề cử     |
| 2010                                     | Vũ đạo xuất sắc nhất                           | Bonamana     | Đề cử     |
| 2011                                     | Vũ đạo xuất sắc nhất                           | Mr. Simple   | Đoạt giải |
| 2011                                     | Nhóm nhạc nam xuất sắc nhất                    | Super Junior | Đoạt giải |
| 2011                                     | Bài hát của năm                                | Mr. Simple   | Đoạt giải |
| Thailand Asia SEED Awards                |                                                |              |           |
| 2007                                     | Nghệ sĩ mới châu Á xuất sắc nhất               | Super Junior | Đoạt giải |
| 2010                                     | Nghệ sĩ châu Á xuất sắc nhất                   | Super Junior | Đoạt giải |
| 2011                                     | Nghệ sĩ châu Á của năm                         | Super Junior | Đoạt giải |
| Taiwan KKBOX Music Awards                |                                                |              |           |
| 2012                                     | Ca sĩ Hàn Quốc xuất sắc nhất                   | Super Junior | Đoạt giải |
| Southeast Explosive Music Chart Awards   |                                                |              |           |
| 2007                                     | Nhóm nhạc nước ngoài được yêu thích nhất       | Super Junior | Đề cử     |
| China Tencent Stars Magnificent Ceremony |                                                |              |           |
| 2007                                     | Nghệ sĩ châu Á của năm                         | Super Junior | Đoạt giải |
| Asia Model Award Ceremony                |                                                |              |           |
| 2008                                     | Entertainment: Asia Special Award              | Super Junior | Đoạt giải |
| MTV Asia Awards                          |                                                |              |           |
| 2008                                     | Nghệ sĩ Hàn Quốc được yêu thích                | Super Junior | Đoạt giải |
| Shanghai International Art Festival      |                                                |              |           |
| 2009                                     | Huân chương danh dự                            | Super Junior | Đoạt giải |
| Philippine Kpop Convention               |                                                |              |           |
| 2010                                     | Album của năm                                  | BONAMANA     | Đoạt giải |
| 2010                                     | Bài hát của năm                                | BONAMANA     | Đoạt giải |
| 2010                                     | Nhóm nhạc nam của năm                          | Super Junior | Đoạt giải |
| 2011                                     | Nhóm nhạc nam xuất sắc                         | Super Junior | Đoạt giải |
| 2011                                     | Album của năm                                  | Mr. Simple   | Đoạt giải |
| Philippines ASAP Viewers Choice Awards   |                                                |              |           |
| 2010                                     | Nghệ sĩ Hàn Quốc xuất sắc nhất                 | Super Junior | Đoạt giải |
| Yahoo! Asia Buzz Awards                  |                                                |              |           |
| 2010'                                    | Top Buzz Overseas Group                        | Super Junior | Đoạt giải |
| 2011                                     | Từ khóa được tìm kiếm nhiều nhất tại Đài Loan  | Super Junior | Đoạt giải |
| 2011                                     | Từ khóa được tìm kiếm nhiều nhất tại Hong Kong | Super Junior | Đoạt giải |
| 2011                                     | Từ khóa được tìm kiếm nhiều nhất tại Hàn Quốc  | Super Junior | Đoạt giải |
| 2011                                     | Từ khóa được tìm kiếm nhiều nhất tại châu Á    | Super Junior | Đoạt giải |
| Global Chinese Golden Chart Awards       |                                                |              |           |
| 2011                                     | Album Nhật/Hàn xuất sắc nhất của năm           | BONAMANA     | Đoạt giải |

## Giải thưởng tại các chương trình âm nhạc

### Inkigayo
Inkigayo là một chương trình truyền hình về âm nhạc được phát sóng trực tiếp vào chiều chủ nhật hàng tuần trên kênh SBS. Chương trình này trao giải Mutizen Song Award cho những bài hát đạt No.1 trên chương trình này mỗi tuần. Mỗi bài chỉ được trao thưởng tối đa 3 lần và nhận Triple Crown sau 3 lần chiến thắng đó, còn sau đó sẽ bị loại khỏi danh sách đề cử "Take 7".
| Năm  | Ngày        | Bài hát        |
| ---- | ----------- | -------------- |
| 2006 | 25 tháng 6  | "U"            |
| 2006 | 9 tháng 7   | "U"            |
| 2006 | 16 tháng 7  | "U"            |
| 2006 | 20 tháng 8  | "Dancing Out"  |
| 2007 | 21 tháng 10 | "Don't Don"    |
| 2009 | 29 tháng 3  | "Sorry, Sorry" |
| 2009 | 5 tháng 4   | "Sorry, Sorry" |
| 2009 | 12 tháng 4  | "Sorry, Sorry" |
| 2009 | 7 tháng 6   | "It's You"     |
| 2010 | 30 tháng 5  | "Bonamana"     |
| 2010 | 6 tháng 6   | "Bonamana"     |
| 2010 | 13 tháng 6  | "Bonamana"     |
| 2010 | 11 tháng 7  | "No Other"     |
| 2011 | 21 tháng 8  | "Mr. Simple"   |
| 2011 | 28 tháng 8  | "Mr. Simple"   |
| 2011 | 4 tháng 9   | "Mr. Simple"   |

### Music Bank
Music Bank là một chương trình truyền hình về âm nhạc được phát sóng vào chiều thứ 6 hàng tuần trên kênh KBS.
| Năm  | Ngày       | Bài hát               |
| ---- | ---------- | --------------------- |
| 2009 | 27 tháng 3 | "Sorry, Sorry"        |
| 2009 | 24 tháng 4 | "Sorry, Sorry"        |
| 2009 | 1 tháng 5  | "Sorry, Sorry"        |
| 2009 | 8 tháng 5  | "Sorry, Sorry"        |
| 2009 | 15 tháng 5 | "Sorry, Sorry"        |
| 2009 | 22 tháng 5 | "It's You"            |
| 2010 | 21 tháng 5 | "Bonamana"            |
| 2010 | 28 tháng 5 | "Bonamana"            |
| 2010 | 4 tháng 6  | "Bonamana"            |
| 2010 | 9 tháng 7  | "No Other"            |
| 2011 | 12 tháng 8 | "Mr. Simple"          |
| 2011 | 19 tháng 8 | "Mr. Simple"          |
| 2011 | 26 tháng 8 | "Mr. Simple"          |
| 2011 | 2 tháng 8  | "Mr. Simple"          |
| 2011 | 9 tháng 9  | "Mr. Simple"          |
| 2012 | 20 tháng 7 | "Sexy, Free & Single" |
| 2012 | 27 tháng 7 | "Sexy, Free & Single" |

### M! Countdown
M! Countdown là một chương trình âm nhạc hàng tuần được phát sóng trên kênh truyền hình cáp Mnet vào chiều thứ 5 hàng tuần. Mỗi bài hát chỉ có thể giành chiến thắng tối đa 3 lần và nhận Triple Crown, trước khi bị loại ra khỏi danh sách đề cử cho những tuần sau đó.
| Năm  | Ngày       | Bài hát               |
| ---- | ---------- | --------------------- |
| 2006 | 6 tháng 7  | "U"                   |
| 2006 | 20 tháng 7 | "U"                   |
| 2006 | 31 tháng 8 | "Dancing Out"         |
| 2007 | 1 tháng 11 | "Don't Don"           |
| 2009 | 9 tháng 4  | "Sorry, Sorry"        |
| 2009 | 23 tháng 4 | "Sorry, Sorry"        |
| 2011 | 11 tháng 8 | "Mr. Simple"          |
| 2011 | 18 tháng 8 | "Mr. Simple"          |
| 2011 | 25 tháng 8 | "Mr. Simple"          |
| 2012 | 12 táng 7  | "Sexy, Free & Single" |
| 2012 | 19 tháng 7 | "Sexy, Free & Single" |
| 2012 | 26 tháng 7 | "Sexy, Free & Single" |

### Show Champion
| Năm  | Ngày       | Bài hát               |
| ---- | ---------- | --------------------- |
| 2012 | 10 tháng 7 | "Sexy, Free & Single" |
| 2012 | 17 tháng 7 | "Sexy, Free & Single" |
| 2012 | 24 tháng 7 | "Sexy, Free & Single" |

## Giải thưởng của các nhóm nhỏ
| Năm                                      | Giải thưởng                       | Đề cử                      | Kết quả   |
| ---------------------------------------- | --------------------------------- | -------------------------- | --------- |
| MNET Asian Music Awards(MAMA)            |                                   |                            |           |
| 2008                                     |                                   |                            |           |
| Artist of the Year                       | Cooking? Cooking! (SJ-Happy)      | Đề cử                      |           |
| Song of the Year                         | Cooking? Cooking! (SJ-Happy)      | Đề cử                      |           |
| Best Dance                               | Cooking? Cooking! (SJ-Happy)      | Đề cử                      |           |
| Auction Netizen Popularity               | Cooking? Cooking! (SJ-Happy)      | Đề cử                      |           |
| Netizen and Mobile Popularity            | Cooking? Cooking! (SJ-Happy)      | Đề cử                      |           |
| Southeast Explosive Music Chart Awards   |                                   |                            |           |
| 2008                                     | Most Popular Group                | Me (SJ-M)                  | Đoạt giải |
| China Tencent Stars Magnificent Ceremony |                                   |                            |           |
| 2008                                     | Mainland's Best Group             | ME (SJ-M)                  | Đoạt giải |
| Music King Awards                        |                                   |                            |           |
| 2008                                     | Asia's Most Popular New Group     | Me (SJ-M)                  | Đoạt giải |
| CCTV-MTV Music Awards                    |                                   |                            |           |
| 2008                                     | Mainland's Best Group             | Me (SJ-M)                  | Đoạt giải |
| CCTV 2008 Chinese Entertainment Awards   |                                   |                            |           |
| 2008                                     | Mainland's Best Album             | Me (SJ-M)                  | Đoạt giải |
| 2008                                     | Mainland's Most Popular Group     | Me (SJ-M)                  | Đoạt giải |
| China Digital Music Awards               |                                   |                            |           |
| 2009                                     | Most Downloaded Overseas Singer   | Super Girl (SJ-M)          | Đoạt giải |
| 21st Golden Melody Awards                |                                   |                            |           |
| 2010                                     | Best Vocal Group                  | Super Girl (SJ-M)          | Đề cử     |
| China Music Festival                     |                                   |                            |           |
| 2010                                     | Most Popular Group                | Super Girl (SJ-M)          | Đoạt giải |
| 2010                                     | Golden Melody Award (Album Award) | Super Girl                 | Đoạt giải |
| 2010                                     | Composer Award                    | Super Girl (Yoo Young Jin) | Đoạt giải |
| China MusicRadio Top Awards              |                                   |                            |           |
| 2010                                     | Most Popular Group                | Super Girl (SJ-M)          | Đoạt giải |
| Global Chinese Golden Chart Awards       |                                   |                            |           |
| 2011                                     | Most Popular Group of The Year    | Super Girl (SJ-M)          | Đoạt giải |
| 2011                                     | Best Male Group                   | Perfection (SJ-M)          | Đoạt giải |
| Bugs Music Awards                        |                                   |                            |           |
| 2010                                     | Trot                              | Knock Knock Knock (SJ-T)   | Đoạt giải |
| Singapore Hit Awards                     |                                   |                            |           |
| 2011                                     | Best Male Group                   | Super Junior M             | Đoạt giải |

## Giải thưởng cá nhân
| Năm                                  | Giải thưởng                                 | Đề cử                                     | Kết quả      |
| ------------------------------------ | ------------------------------------------- | ----------------------------------------- | ------------ |
| Summer Break Mnet 20's Choice Awards |                                             |                                           |              |
| 2007                                 | Best Bad Boy                                | Kangin                                    | Đoạt giải    |
| 2007                                 | Best Pretty Boy                             | Heechul                                   | Đoạt giải    |
| MBC Entertainment Awards             |                                             |                                           |              |
| 2008                                 | Best DJ                                     | Kangin                                    | Đoạt giải    |
| 2011                                 | Rookie Award (Show/Entertainment)           | Heechul: Radio Star                       | Đoạt giải    |
| 2011                                 | Special Award (MC Division)                 | Kyuhyun: Radio Star                       | Đoạt giải    |
| Golden Disk Awards                   |                                             |                                           |              |
| 2009                                 | Digital Bonsang (Best Digital Single)       | It Has To Be You (Yesung)                 | Đề cử        |
| 2009                                 | Popularity Award                            | It Has To Be You (Yesung)                 | Đề cử        |
| SBS Entertainment Awards             |                                             |                                           |              |
| 2009                                 | Best Newcomer                               | Leeteuk, Eunhyuk: Strong Heart, Star King | Đoạt giải    |
| 2010                                 | Best Newcomer MC                            | Shindong: Strong Heart                    | Đoạt giải    |
| 2011                                 | Best Entertainer Award (Talk Show Division) | Shindong                                  | Đoạt giải    |
| 2011                                 | Excellence Award (Talk Show Division)       | Leeteuk                                   | Đoạt giải    |
| MBC Drama Awards                     |                                             |                                           |              |
| 2009                                 | Best Male Rookie Award                      | Shindong                                  | Đoạt giải    |
| 4th Men's Health Cool Guy Awards     |                                             |                                           |              |
| 2010                                 | Best Cover Magazine                         | Siwon                                     | Đoạt giải    |
| BGM Cyworld                          |                                             |                                           |              |
| 2010                                 | Hall of Fame                                | Yesung: It's has to be you                | Đoạt giải    |
| Cyworld Digital Music Awards         |                                             |                                           |              |
| 2010                                 | Song of The Month (April)                   | Yesung: It's has to be you                | Đoạt giải    |
| 2011                                 | Original Sound Track of The Year (2010)     | Yesung: It has to be you                  | Đoạt giải    |
| Melon Music Awards                   |                                             |                                           |              |
| 2010                                 | Special Song Award OST                      | Yesung: It's has to be you                | Đề cử        |
| Bugs Music Awards                    |                                             |                                           |              |
| 2010                                 | Variety Star                                | Leeteuk: Strong Heart                     | Đoạt giải    |
| SBS Drama Awards                     |                                             |                                           |              |
| Golden Ticket Awards                 |                                             |                                           |              |
| 2011                                 | Musical Rising Star                         | Kyuhyun: The Three Muskeeters Musical     | Đoạt giải    |
| 2012                                 | Musical Up and Comer Award                  | Eunhyuk: FAME                             | Chưa công bố |
| 2012                                 | Musical Up and Comer Award                  | Ryeowook: Temptation of the Wolves        | Chưa công bố |
| AllKPop Awards                       |                                             |                                           |              |
| 2010                                 | Best Social Network Personality 2010        | Heechul                                   | Đoạt giải    |
| 2011                                 | Best Social Network Personality 2011        | Siwon                                     | Đoạt giải    |

## Những giải thưởng cho phim Hàn Quốc
| Năm  | Giải thưởng                                    | Đề cử                     | Người nhận đề cử | Kết quả   |
| ---- | ---------------------------------------------- | ------------------------- | ---------------- | --------- |
| 2007 | Giải thưởng cho nhà sản xuất                   | Attack on the Pin-Up Boys | -                | Đề cử     |
| 2007 | Nam diễn viên xuất sắc nhất                    | Attack on the Pin-Up Boys | Kangin           | Đề cử     |
| 2007 | Diễn viên mới xuất sắc nhất                    | Attack on the Pin-Up Boys | Kangin           | Đề cử     |
| 2007 | Màn diễn hay nhất                              | Attack on the Pin-Up Boys | Kangin           | Đề cử     |
| 2007 | Diễn viên phụ xuất sắc nhất                    | Attack on the Pin-Up Boys | Ryeowook         | Đề cử     |
| 2007 | Màn diễn hài hước nhất                         | Attack on the Pin-Up Boys | Ryeowook         | Đề cử     |
| 2010 | Diễn viên mới xuất sắc nhất (SBS Drama Awards) | Oh! My Lady               | Siwon            | Đoạt giải |